# Hedensbergs herrgård
Hedensberg är en herrgård i Tillberga socken i Västerås kommun i Västmanland.

## Historik
Hedenberg, som ursprungligen var en bondby, omtalas första gången i skriftliga handlingar 1377, då Olof Djäken i Tuna bytte till sig 8 1/2 öresland jord i Hedensberg från Finnvid Finnvidsson. Byn, som omfattade 7 mantal avhystes på 1600-talet i samband med att säteriet anlades. Den nuvarande herrgårdsbyggnaden uppfördes omkring 1750 av landshövding Petter Drufva. 1776 köptes det av friherre Carl De Geer. Han upprättade ett fideikommiss för sin dotter Charlotta, gift med generallöjtnanten friherre Anders Rudolf du Rietz. Genom giftermål övergick fideikommisset till ätten Piper och 1824 till ätten Hamilton. Herrgården blev byggnadsminne 1987. Efter att det hade varit fideikommiss i 230 år sålde Archibald Hamilton herrgården sommaren 2006 till Jonas Wahlströms aktiebolag AB Hvalfisken. Det fideikommissaktiebolag som Hamilton bildat av Hedensberg blev då fusionerat och fideikommisset upphörde att existera och därmed det månghundraåriga skyddet av byggnaderna, lösöret och markerna. 
2007 blev Hvalfiskens vd Mats Gustafsson polisanmäld av länsstyrelsen i Västmanlands län anklagad för att ha förstört herrgårdens nedervåning. Stora delar av 1700-talsinteriören hade då rivits ut, bland annat rummens trägolv. Gustafsson friades helt i fornminnesbrottet och blev fälld på en av åtta punkter i byggnadsminnesbrottet, nämligen borttagande av mellanvägg. Han blev friad på samtliga övriga punkter. 
Hedensberga var namnet på en järnvägsstation för Sala–Tillberga Järnväg, belägen strax väster om herrgården. Stationen invigdes samtidigt med järnvägen 1875 och persontrafiken upphörde 1967.